# Four Minute Mile
Four Minute Mile (с англ. — «Четырёхминутная миля») — дебютный студийный альбом американской рок-группы The Get Up Kids, выпущенный 30 сентября 1997 года лейблом Doghouse Records.

## Предыстория
The Get Up Kids возникли в результате распада Kingpin, которая состояла из школьных друзей гитариста Джима Суптика, басиста Роба Поупа и его брата барабанщика Райана Поупа. После распада этой группы вокалист/гитарист Мэтт Прайор сформировал Secret Decoder Ring совместно с Суптиком, прежде чем они распались через полгода. Прайор и Суптик начали работать с Робом Поупом, который пригласил друга по колледжу барабанщика Натана Шэя сформировать The Get Up Kids в 1994 году. После этого группа самостоятельно профинансировала выпуск 7-дюймового сингла «Shorty», который разошёлся тиражом более 2000 копий. Шэй переехал в Сент-Луис, штат Миссури, чтобы сосредоточиться на учёбе, в конце концов покинув группу в апреле 1996 года. Райан Поуп первоначально присоединился к группе на временной основе, поскольку были опасения по поводу того, что в группе будут оба брата, а также из-за того, что Суптик и Поуп не ладили в прошлом.
Группа записала два дополнительных релиза: один для базирующейся во Флориде Outback Records, а другой — для базирующейся в Род-Айленде Contrast Records. Записав четыре песни, группа разослала их копии рок-лейблам, перечисленным в издании «The Musician’s Guide to Touring and Promotion». Песни привлекли внимание базирующейся в Огайо компании Doghouse Records, которая была заинтересована в подписании контракта с группой. Они хотели выпустить 7-дюймовый виниловый EP в качестве предвестника альбома. Вместо того чтобы записывать другой релиз, группа оплатила релиз Outback и выпустила его на лейбле Doghouse как мини-альбом/сингл Woodson. Впоследствии группа подписала контракт на запись двух альбомов с Doghouse.

## Запись
Four Minute Mile был записан в апреле 1997 года с бюджетом в 4000 долларов. Басист Shellac Боб Вестон выступил в качестве продюсера. Вместо записи на Red House Recordings, которую они использовали для предыдущего EP, они решили отследить запись в Chicago Recording Company. Поскольку Райан Поуп всё ещё учился в школе, участники группы отправились в местный музыкальный магазин, чтобы запастись гитарными струнами и медиаторами. В итоге они наехали на камень, а позже выяснили, что камень пробил выпускной коллектор автомобиля, в результате чего по машине начал циркулировать угарный газ, и им пришлось ехать с опущенными стёклами. Участники группы ждали на стоянке школы Поупа, прежде чем он сел в машину, и они поехали в Чикаго. Сессии записи проходили в течение двух с половиной дней с вечера пятницы до 3 часов ночи в воскресенье.
При создании EP Woodson группа записала четыре песни и смикшировала их в течение полутора дней. Они думали, что раз они смогли пробежать четыре дистанции за один день, то смогут пробежать одиннадцать за два с половиной дня на четырёхминутной миле. В результате некоторые песни отличались низким качеством исполнения, которое было на EP; Прайор позже заявил, что им следовало потратить больше времени на запись, в то время как Суптик сказал, что это «звучит дерьмово». Короткое время записи было связано с бюджетом звукозаписи, а также с тем, чтобы Поуп не пропустил школу на следующий день. Прайор сказал, что Вестон действовал скорее в духе инженера, чем продюсера: «Он вроде как спрашивает: „Тебе нравится, как это звучит?“ — „Ок, да, это круто“». Вестон смикшировал записи за четырёхчасовую сессию.

## Выпуск
Поскольку у участников должен был выйти альбом, они пришли к решению взять годичный отпуск в школе, чтобы работать в группе полный рабочий день. Суптик и Прайор работали с Джо Уинклом из Boys Life в библиотеке «Linda Hall Library». Оба узнали, что Boys Life гастролируют, и воспользовалась своими контактами, а также экземпляром руководства Maximumrocknroll «Book Your Own Fucking Life» Прайора, и начала работать над туристическим маршрутом. Это привело обоих к Бобу Нанне из Braid, которые также заказывали тур в те же сроки по тому же маршруту, решив отправиться в тур вместе. В июне 1997 года группа отправилась в турне по США с Braid и Ethel Meserve. Во время этого тура The Get Up Kids отыграли концерт в Уилкс-Барре, штат Пенсильвания, с Coalesce, с которым они подружились.
Four Minute Mile был выпущен 30 сентября 1997 года. Дальнейшие гастрольные поездки включали тур по восточному побережью с Jejune и Mineral в сентябре, тур по западному побережью с No Knife в октябре и ноябре и завершили год туром по северо-востоку с Jimmy Eat World в декабре. Райан Поуп планировал поступить в колледж, пока Doghouse не предложил профинансировать европейское турне, которое состоялось в феврале и марте 1998 года с Braid. В следующем месяце они отправились в тур по югу, а в мае — в тур по западному побережью с Braid. После этого группа взяла перерыв, прежде чем в октябре отправиться в общенациональный тур в поддержку MxPx и Home Grown. После завершения этого тура барабанщик Coalesce Джеймс Дьюис присоединился к группе в качестве клавишника.
Ремастированная версия альбома была выпущена лейблом Doghouse Records в 2001 году. Во многом это был способ извлечь выгоду из недавнего успеха второго альбома группы 1999 года Something to Write Home About, который вознёс группу к международной славе. В декабре 2008 года Doghouse переиздали альбом на виниле. Doghouse переиздали альбом вместе с мини-альбомом The EP’s: Red Letter Day and Woodson на кассете в 2017 году.

## Приём критиков
| Оценки критиков                   | Оценки критиков |
| Источник                          | Оценка          |
| --------------------------------- | --------------- |
| AllMusic                          | [ 1 ]           |
| Ox-Fanzine                        | благоприятно    |
| Punknews.org                      | [ 23 ]          |
| The New Rolling Stone Album Guide | [ 24 ]          |

Альбом помог группе завоевать национальную фанатскую базу, а также спровоцировал «войну за группу» со стороны нескольких крупных лейблов, включая Geffen Records, Sub Pop Records и Mojo Records. В итоге группа подписала контракт с Mojo, но быстро разочаровалась в своём выборе, когда лейбл попросил группу перезаписать песню «Don’t Hate Me», почувствовав, что лейбл недооценивает их потенциал.
В ретроспективе 2017 года, посвящённой 20-летию альбома, Vice Media назвали Four Minute Mile «снимком молодой группы, у которой впереди карьера», отметив, что «искренность текстов в сочетании с инновациями в соединении панка и эмо делают этот альбом одним из основных в истории эмо» и назвав его «почти шедевром». В 2017 году Rolling Stone назвал его одним из лучших эмо-альбомов всех времён.

## Влияние
Four Minute Mile считается эталонным альбомом жанра эмо, оказавшим влияние на такие группы, как Saves the Day, The Early November, Midtown и Fall Out Boy. Фрэнк Тёрнер выразил своё восхищение альбому. В интервью журналу Alternative Press в 2005 году Пит Венц из Fall Out Boy отметил, что альбом оказал большое влияние на группу в целом: «Впервые я услышал The Get Up Kids примерно с Four Minute Mile. Я учился в старшей школе. В альбоме были честность и искренность. Казалось, больше из-за того, что эта музыка была „эмоциональной“, чем из-за реального звучания, чем из-за того, как их назвали». В том же интервью он отметил, что «Fall Out Boy не были бы группой, если бы не The Get Up Kids».
В 2020 году в BrooklynVegan включили Four Minute Mile в свой список «лучших панк-альбомов 1997 года», наряду с Dude Ranch группы Blink 182 и Nimrod. группы Green Day, написав, что «Дебютный альбом The Get Up Kids 1997 года Four Minute Mile объединил драйвовый инди-панк Superchunk и более запутанный звуки мидвест-эмо и в процессе помогли создать основу для эмо-попа начала-середины 2000-х». Они благосклонно сравнили это с более поздней определяющей работой группы Something to Write Home About; «STWHA почти идеален, но Four Minute Mile очаровательно ущербна, и иногда вам хочется чего-то более грубого и панкового, чем более отшлифованное и включающее баллады Something to Write Home About».
LA Weekly включил Four Minute Mile в список «20 величайших эмо-альбомов всех времён».

## Список композиций
Слова и музыка всех песен — The Get Up Kids.
| №                   | Название                 | Длительность |
| ------------------- | ------------------------ | ------------ |
| 1.                  | «Coming Clean»           | 2:07         |
| 2.                  | «Don't Hate Me»          | 2:54         |
| 3.                  | «Fall Semester»          | 3:21         |
| 4.                  | «Stay Gold, Ponyboy»     | 2:55         |
| 5.                  | «Lowercase West Thomas»  | 1:59         |
| 6.                  | «Washington Square Park» | 3:08         |
| 7.                  | «Last Place You Look»    | 2:31         |
| 8.                  | «Better Half»            | 3:25         |
| 9.                  | «No Love»                | 3:05         |
| 10.                 | «Shorty»                 | 3:22         |
| 11.                 | «Michelle with One "L"»  | 6:02         |
| Общая длительность: | Общая длительность:      | 34:54        |

## Участники записи
| The Get Up Kids - Мэтт Прайор — вокал, гитара - Джим Суптик — гитара, бэк-вокал - Роб Поуп — бас-гитара - Райан Поуп — ударные | Приглашённые музыканты - Роберт А. А. Лоу — вокал Производственный персонал - Боб Вестон — продюсер, звукоинженер, сведение - Скотт Ритчер — художественное оформление |